# 碧溪街道
碧溪街道是中华人民共和国江苏省苏州市常熟市下辖的一个街道办事处。原名新港镇，2008年更名为碧溪镇。
2010年6月20日，江苏省人民政府批复同意撤销碧溪镇，以其原辖区域设立碧溪街道办事处。街道办事处驻滨江新市区江南大道1号。

## 行政区划
碧溪街道下辖以下村级行政区划单位：
吴市市镇社区、碧溪市镇社区、东张社区、浒浦集鎮社区、聚福苑社区、浒浦渔业社区、溪南村、港南村、溪东村、周泾村、李村、小市村、太平桥村、万福村、泗湖村、三湾村、周家桥村、留下村、浒东村、浒西村、李袁村、新苑村、龙桥村、中南村、白莲村、横塘村、东江村、新闸村和徐虎村。